# Chamaecyparis obtusa
Il cipresso giapponese (Chamaecyparis obtusa, conosciuta anche come Tetragona aurea, cipresso hinoki o semplicemente hinoki), è una specie di cipresso originaria del Giappone centrale.
Possiede chioma foltissima con fogliame color giallo-oro. Di crescita molto lenta, risalta con grande effetto in aiuole di erica; predilige il terreno umido non calcareo.

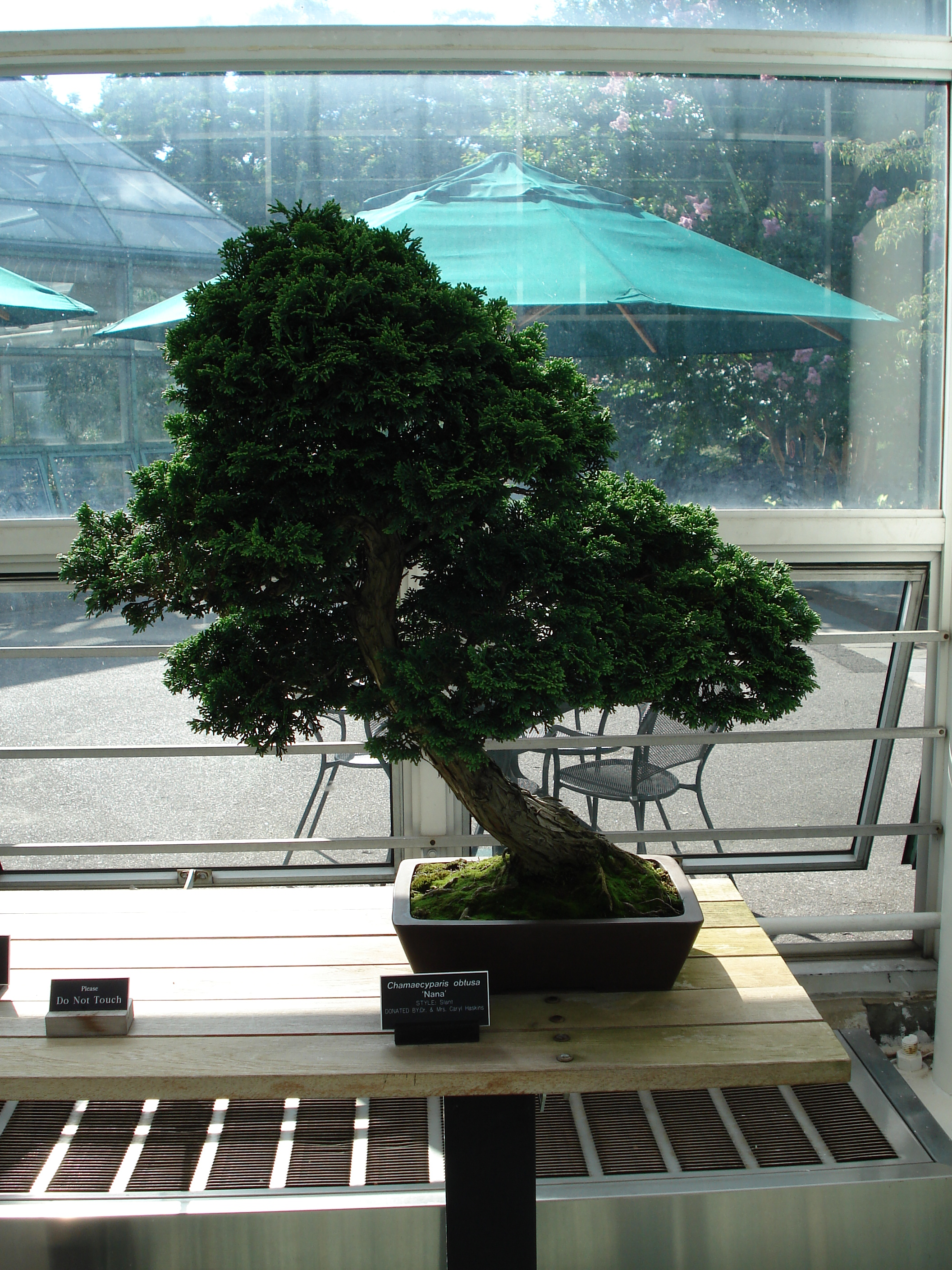
Bonsai di Chamaecyparis Obtusa